# Yugar
Yugar är en del av en befolkad plats i Australien. Den ligger i kommunen Moreton Bay och delstaten Queensland, omkring 21 kilometer nordväst om delstatshuvudstaden Brisbane. Antalet invånare är 395.
Runt Yugar är det ganska tätbefolkat, med 179 invånare per kvadratkilometer.. Närmaste större samhälle är Samford Valley, nära Yugar.
I omgivningarna runt Yugar växer huvudsakligen savannskog. Genomsnittlig årsnederbörd är 1 222 millimeter. Den regnigaste månaden är januari, med i genomsnitt 252 mm nederbörd, och den torraste är september, med 30 mm nederbörd.